# Johann Ludwig Schönleben
Johann Ludwig Schönleben (en slovène Janez Ludvik Schönleben), né le 16 novembre 1618 à Laibach, chef-lieu du duché de Carniole (aujourd'hui Ljubljana, capitale de la Slovénie) et mort le 15 octobre 1681 dans la même ville, est un prêtre et historien slovène.

## Biographie
Johann Ludwig Schönleben est le fils de Ludwig Schönleben (1590-1663), d'une famille originaire du Wurtemberg, maire de Laibach en 1648, et de Susanna Kuschlan. Il fait ses études au collège des jésuites de Laibach et entre dans la Compagnie de Jésus en 1635. Il continue ses études à Vienne, Graz et Passau et les termine, après avoir quitté la Compagnie en 1653, par un doctorat de théologie à l'université de Padoue. Il revient alors à Laibach.
Il a été protonotaire apostolique et doyen de la cathédrale, et plus tard curé-archidiacre de Reiffnitz en Basse-Carniole. Il était reconnu comme orateur et prédicateur (ses sermons étaient prononcés en slovène) et comme théologien.
Comme historien, son œuvre la plus importante est Carniolia antiqua et nova, publiée à Laibach en 1681. Il a établi aussi les généalogies de grandes familles de l'aristocratie de Carniole. Il a été le maître de Janez Vajkard Valvasor.
Il réussit à convaincre les autorités locales d'autoriser à nouveau le métier d'imprimeur à Laibach, alors qu'il avait été interdit à la suite de la Contre-Réforme. L'imprimeur Johann Baptist Mayer y transporta en 1678 son atelier de Salzbourg.
Il a été inhumé dans l'église Saint-Jacques le Majeur de Ljubljana (en).

## Œuvres
- Evangelia inu lystuvi, Graz, 1672.
- Aemona vindicata, sive Labaco metropoli Carniolae vetus Aemone nomen jure assertum, Salzbourg, 1674.
- Genealogia illustrissimae familiae S. R. J. Comitum et Dominorum de Gallenberg, Laibach, 1680.
- Genealogia illustrissimae familiae D.D. Comitum ab Attimis, Laibach, 1681.
- Genealogia illustrissimae familiae Principum, Comitum et Baronum ab Auersperg, Laibach, 1681.
- Carniolia antiqua et nova, Laibach, 1681.

Des manuscrits de plusieurs œuvres non publiées de son vivant sont conservés, notamment à la Bibliothèque nationale autrichienne.

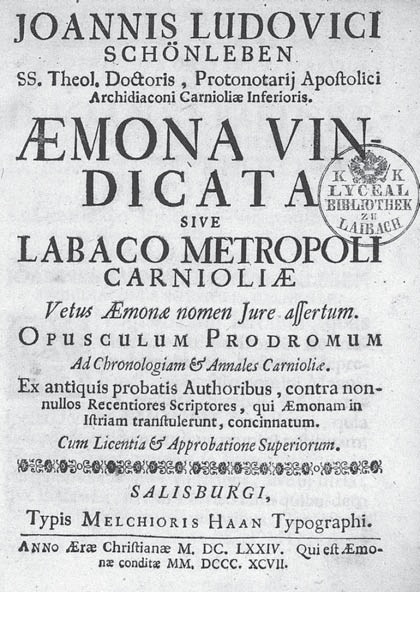
Page de titre de l’Aemona vindicata (1674).
- Page de titre de Carniolia antiqua et nova, tome I, 2e partie.
- Page de titre de la généalogie de la famille de Gallenberg (1680).